# Bomarea libertadensis
Bomarea libertadensis är en alströmeriaväxtart som beskrevs av Hofreiter och E.Rodr. Bomarea libertadensis ingår i släktet Bomarea och familjen alströmeriaväxter. Inga underarter finns listade i Catalogue of Life.